# Władysław Raczkiewicz
Władysław Raczkiewicz (28. ledna 1885 Kutaisi, Ruské impérium – 6. června 1947 Ruthin, Wales) byl polský politik, právník, diplomat a prezident polské exilové vlády.

## Kariéra
Narodil se v Kutaisi v Gruzii polským rodičům soudci Józefu Raczkiewiczi a jeho ženě Ludwice, rozené Łukaszewicz. Studoval v Sankt Petersburgu a později na Imperátorské dorpatské univerzitě, kde vystudoval práva. Jako právník získal zaměstnání v Minsku. Do vypuknutí 1. světové války sloužil v Ruské carské armádě, ale po revoluci vstoupil do předvoje pro polskou samostatnost. Sloužil jako náčelník polského vojenského výboru (Naczelny Polski Komitet Wojskowy) a pomohl vytvořit 1. polský sbor v Rusku (I Korpus Polski w Rosji). Později sloužil pod budoucím maršálem a hlavou státu Józefem Piłsudským, který založil polské legie.
Jako dobrovolník bojoval v polsko-sovětské válce. Zprvu podporoval stranu Endecja, ale později vstoupil do Sanace vedené Piłsudským a jeho nejbližšími podporovateli. V letech 1921–24 sloužil jako vojvoda Novogrodského vojvodství, jako vládní delegát (1924–25) a později vojvoda (1926–31) ve Vilenském vojvodství. Po parlamentních volbách v roce 1930 byl zvolen maršálkem Senátu (1930–35), následně působil jako vojvoda Krakovského vojvodství a taky Pomořanského vojvodství (1936–39).

## Druhá světová válka
Když v roce 1939 obsadil Wehrmacht Polsko, utekl Raczkiewicz do Angers, kde vznikla Polská exilová vláda. Žil poblíž Château de Pignerolle až do roku 1940, kdy se přesunul do Londýna, kde se připojil ke Stanisławu Mikołajczykovi a generálu Władysławu Sikorskim v přesunuté exilové vládě. Byl odpůrcem dohody Sikorski–Majski.
Raczkiewicz zemřel v exilu v roce 1947, ve velšském městě Ruthin. Jeho ostatky jsou pohřbeny na hřbitově v Newark-on-Trent v Anglii.